# Живодёров, Владимир Михайлович
Владимир Михайлович Живодёров (28 июля 1919, Большой Мелик, Саратовская губерния — 2 января 2001, Москва)— советский хозяйственный, государственный и политический деятель.

## Биография
Родился в 1919 году в селе Большой Мелик. Член ВКП(б) с 1942 года.
Участник советской-финской и Великой Отечественной войн. С 1946 года — на хозяйственной, общественной и политической работе. В 1946—1997 гг. — студент лечебного факультета, ординатор госпитальной терапии Саратовского медицинского института, ректор Владивостокского медицинского института, главный врач ЦКБ 4-го Управления МЗ СССР, заведующий кафедрой терапии ФУВ Российского государственного медицинского университета.
Избирался депутатом Верховного Совета РСФСР 7-го созыва.
Умер в 2001 году в Москве.